# Cimitero dei colerosi di Afragola
Il cimitero dei colerosi di Afragola fu un cimitero edificato, probabilmente dopo il 1656, ad Afragola, presso la chiesa della Scafatella e la strada provinciale 341 Capo Mazzo - Cinquevie.

## Storia

### Origini
Il cimitero fu costruito probabilmente dopo il 1656, anno in cui si diffuse l'epidemia di peste dell'11 giugno ad Afragola, che provocò la morte di 1.300 abitanti, ed ospitava i morti appestati di Afragola e Casalnuovo di Napoli.

### XX secolo
Dagli anni 1960 l'ex cimitero divenne una discarica, consistente in una collina di terra coperta di rovi, ubicazione scelta dal Comune, nei pressi della località Marziasepe, in cui non erano ancora state edificate abitazioni; quest'ultima fu poi dismessa negli anni 1980 e furono istituiti dei consorzi di bacino.
In seguito alla dismissione, inoltre, furono effettuate delle bonifiche dell'area a causa dei rifiuti tossici scaricati nella vecchia discarica; infatti, all'epoca non furono prese misure preventive come la geomembrana, un impermeabilizzante utilizzato per impedire al liquame di penetrare nelle falde.

## Descrizione
Fino agli anni '50 il cimitero era circondato da un muro di un metro e mezzo circa.